# Henry Vane (1. hrabia Darlington)
Henry Vane (ur. ok. 1705 roku, zm. 6 marca 1758 roku) – brytyjski arystokrata i polityk, syn Gilberta Vane’a, 2. barona Barnard i Mary Randyll, córki Morgana Randylla.
Był wielokrotnym członkiem Parlamentu z ramienia partii wigów. W latach 1726–1727 z okręgu Launceston, w latach 1727–1741 St Mawes, w latach 1741–1747 Ripon i w latach 1747–1753 Durham. W 1753 r. odziedziczył ojcowski tytuł barona Barnard i zasiadł w Izbie Lordów. Rok później król Jerzy II Hanowerski nadał mu tytuł hrabiego Darlington.
W latach 1742–1744 był zastępcą Skarbnika Irlandii, w latach 1749–1755 był Lordem Skarbu, zaś w latach 1753–1758 Lordem Namiestnikiem Durham. Od 1742 r. był członkiem Irlandzkiej Tajnej Rady.
2 września 1725 r. poślubił lady Grace FitzRoy (28 marca 1697 - 29 września 1763), córkę Charlesa FitzRoya, 2. księcia Cleveland i Anne Poultney, córki sir Williama Poultneya. Henry i Grace mieli razem czterech synów i trzy córki:
- Charles Vane (zm. przed 1758), miał dzieci
- Harriet Vane (zm. 1758)
- Mary Vane, żona Ralpha Carra, nie miała dzieci
- Henry Vane (1726 - 8 września 1792), 2. hrabia Darlington
- Anne Vane (25 czerwca 1726 - wrzesień 1776), żona generała-brygadiera George’a Monsona i Charlesa Hope-Vere'a, miała dzieci
- Frederick Vane (26 czerwca 1732 - ?), ożenił się z Henriettą Meredyth i Jane Lysaght, miał dzieci
- Raby Vane (2 stycznia 1736 - 23 października 1769), nie ożenił się i nie miał dzieci

Horace Walpole zapisał o Darlingtonie, że kiedy się upił mówił wszystko co wiedział, kiedy był trzeźwy mówił jeszcze więcej.